# Аббасов, Аладдин Аслан оглы
Аладдин Аслан оглы Аббасов (азерб. Ələddin Aslan oğlu Abbasov; 5 мая 1922 — 13 июля 2014) — советский и азербайджанский актёр театра и кино, народный артист Азербайджанской ССР (1971).

## Биография
Родился 5 мая 1922 года в Гяндже. С 1939 года играл небольшие роли в Кировабадском драматическом театре.
Участник Великой Отечественной войны. После возвращения с фронта продолжил сценическую карьеру, сыграв свыше 300 ролей.
Снимался в фильмах «Кура неукротимая» (Джахандар-ага), «Я ещё вернусь», «Твой первый час», «Мститель из Гянджабасара», «Низами», «Кёроглы», «Красавицей я не была», «Попутный ветер»,  «Центровой из поднебесья» и многих других.
В 1971 году получил звание Народного артиста Азербайджанской ССР. В 2005 году стал лауреатом театральной премии «Золотой дервиш». В 2013 удостоен «Национальной кинопремии» — высшей награды азербайджанского кинематографа.
Скончался 14 июля 2014 года в Гяндже, в тот же день в Гянджинском театре драмы прошла церемония прощания с актёром, затем он был похоронен на аллее почётного захоронения нового городского кладбища.

## Награды
- орден Отечественной войны 1-й степени (11.03.1985)
- орден «Знак Почёта» (09.06.1959)
- народный артист Азербайджанской ССР (1971)
- заслуженный артист Азербайджанской ССР (1958)
- почётная грамота Азербайджанской Республики (04.03.1992)[5]
- почётная грамота Президиума Верховного Совета Азербайджанской ССР (24.12.1981)[6]
- медали
- Национальная кинопремия Союза кинематографистов Азербайджанской Республики (2013)
- Золотая медаль «Театральный деятель»[азерб.] (2005, Союз театральных деятелей Азербайджана).
- Персональная пенсия Президента Азербайджанской Республики (05.07.2003 года)[7]